# Eifelrennen
Eifelrennen – wyścig samochodowy, odbywający się w latach 1992-2003 w regionie gór Eifel, od których pochodzi nazwa wyścigu. Pierwotnie, do 1926 roku wyścig odbywał się na drogach publicznych w okolicach miejscowości Nideggen, Wollersheim, Vlatten, Heimbach, Hasenfeld. W 1927 roku, po zbudowaniu północnej pętli toru Nürburgring, wyścig stał się główną imprezą na tym torze. W późniejszych latach wyścig stracił na popularności względem 24-godzinnego wyścigu Nürburgring oraz Veranstaltergemeinschaft Langstreckenpokal Nürburgring. Po 2003 roku zaprzestano jego organizacji.

## Zwycięzcy wyścigu Eifelrennen na torzeNürburgring
| Rok  | Zwycięzca                    | Klasa                             |
| ---- | ---------------------------- | --------------------------------- |
| 1927 | Rudolf Caracciola            | Samochody sportowe                |
| 1928 | O. Spandel                   | Samochody sportowe                |
| 1929 | W. Bartsch                   | Samochody sportowe                |
| 1930 | Heinrich-Joachim von Morgen  | Grand Prix                        |
| 1931 | Rudolf Caracciola            | Grand Prix                        |
| 1932 | Rudolf Caracciola            | Grand Prix                        |
| 1933 | Tazio Nuvolari               | Grand Prix                        |
| 1934 | Manfred von Brauchitsch      | Grand Prix                        |
| 1935 | Rudolf Caracciola            | Grand Prix                        |
| 1936 | Bernd Rosemeyer              | Grand Prix                        |
| 1937 | Bernd Rosemeyer              | Grand Prix                        |
| 1938 | - Nie rozgrywano -           | - Nie rozgrywano -                |
| 1939 | Hermann Lang                 | Grand Prix                        |
| 1940 | - Nie rozgrywano -           | - Nie rozgrywano -                |
| 1948 | - Nie rozgrywano -           | - Nie rozgrywano -                |
| 1949 | Karl Kling                   | Samochody sportowe                |
| 1950 | Fritz Riess                  | Formuła 2                         |
| 1951 | Paul Pietsch                 | Formuła 2                         |
| 1952 | Rudolf Fischer               | Formuła 2                         |
| 1953 | Emmanuel de Graffenried      | Formuła 2                         |
| 1954 | Karl-Günther Bechem          | Samochody sportowe                |
| 1955 | Juan Manuel Fangio           | Samochody sportowe                |
| 1956 | Walter Schock                | Gran Turismo                      |
| 1957 | Heini Walter                 | GT                                |
| 1958 | Wolfgang Seidel              | GT                                |
| 1959 | Wolfgang von Trips           | Formuła Junior                    |
| 1960 | Dennis Taylor                | Formuła Junior                    |
| 1961 | Jo Siffert                   | Formuła Junior                    |
| 1962 | Peter Warr                   | Formuła Junior                    |
| 1963 | Gerhard Mitter               | Formuła Junior                    |
| 1964 | Jim Clark                    | Formuła 2, Südschleife            |
| 1965 | Paul Hawkins                 | Formuła 2, Südschleife            |
| 1966 | Jochen Rindt                 | Formuła 2, Südschleife            |
| 1967 | Jochen Rindt                 | Formuła 2, Südschleife            |
| 1968 | Chris Irwin                  | Formuła 2, Südschleife            |
| 1969 | Jackie Stewart               | Formuła 2, Nordschleife           |
| 1970 | Jochen Rindt                 | Formuła 2, Nordschleife           |
| 1971 | François Cevert              | Formuła 2                         |
| 1972 | Jochen Mass                  | Formuła 2                         |
| 1973 | Reine Wisell                 | Formuła 2                         |
| 1974 | - Nie rozgrywano -           | - Nie rozgrywano -                |
| 1975 | Jacques Laffite              | Formuła 2                         |
| 1976 | Freddy Kottulinsky           | Formuła 2                         |
| 1977 | Jochen Mass                  | Formuła 2                         |
| 1978 | Alex Ribeiro                 | Formuła 2                         |
| 1979 | Marc Surer                   | Formuła 2                         |
| 1980 | Teo Fabi                     | Formuła 2                         |
| 1981 | Thierry Boutsen              | Formuła 2                         |
| 1982 | Thierry Boutsen              | Formuła 2, Nordschleife           |
| 1983 | Beppe Gabbiani               | Formuła 2, shortened Nordschleife |
| 1984 | - Nie rozgrywano -           | - Nie rozgrywano -                |
| 1985 | - Nie rozgrywano -           | - Nie rozgrywano -                |
| 1986 | Volker Weidler               | DTM, GP track                     |
| 1987 | Manuel Reuter                | DTM                               |
| 1988 | Kurt Thiim Dany Snobeck      | DTM                               |
| 1989 | Steve Soper                  | DTM                               |
| 1990 | Steve Soper                  | DTM                               |
| 1991 | Klaus Ludwig                 | DTM                               |
| 1992 | Roland Asch Frank Biela      | DTM                               |
| 1993 | Klaus Ludwig Nicola Larini   | DTM                               |
| 1994 | Nicola Larini Klaus Ludwig   | DTM                               |
| 1995 | Bernd Schneider              | DTM                               |
| 1996 | Jörg van Ommen Manuel Reuter | DTM                               |
| 1997 | Laurent Aïello               | STW                               |
| 1998 | Roland Asch Johnny Cecotto   | STW                               |
| 1999 | Tom Kristensen Manuel Reuter | STW                               |
| 2000 | Manuel Reuter                | DTM                               |
| 2001 | Laurent Aiello               | DTM                               |
| 2002 | - Nie rozgrywano -           | - Nie rozgrywano -                |
| 2003 | Gianmaria Bruni              | Formuła 3000                      |